# Arroio Chico Barcellos
O Arroio Chico Barcellos (às vezes escrito Barcelos) é um arroio da cidade de Porto Alegre, capital do estado brasileiro do Rio Grande do Sul. Sua bacia hidrográfica possui uma área aproximada de 9,89 km², estando localizada próxima da divisa do município com Viamão.